# Christian Friedrich Segelbach

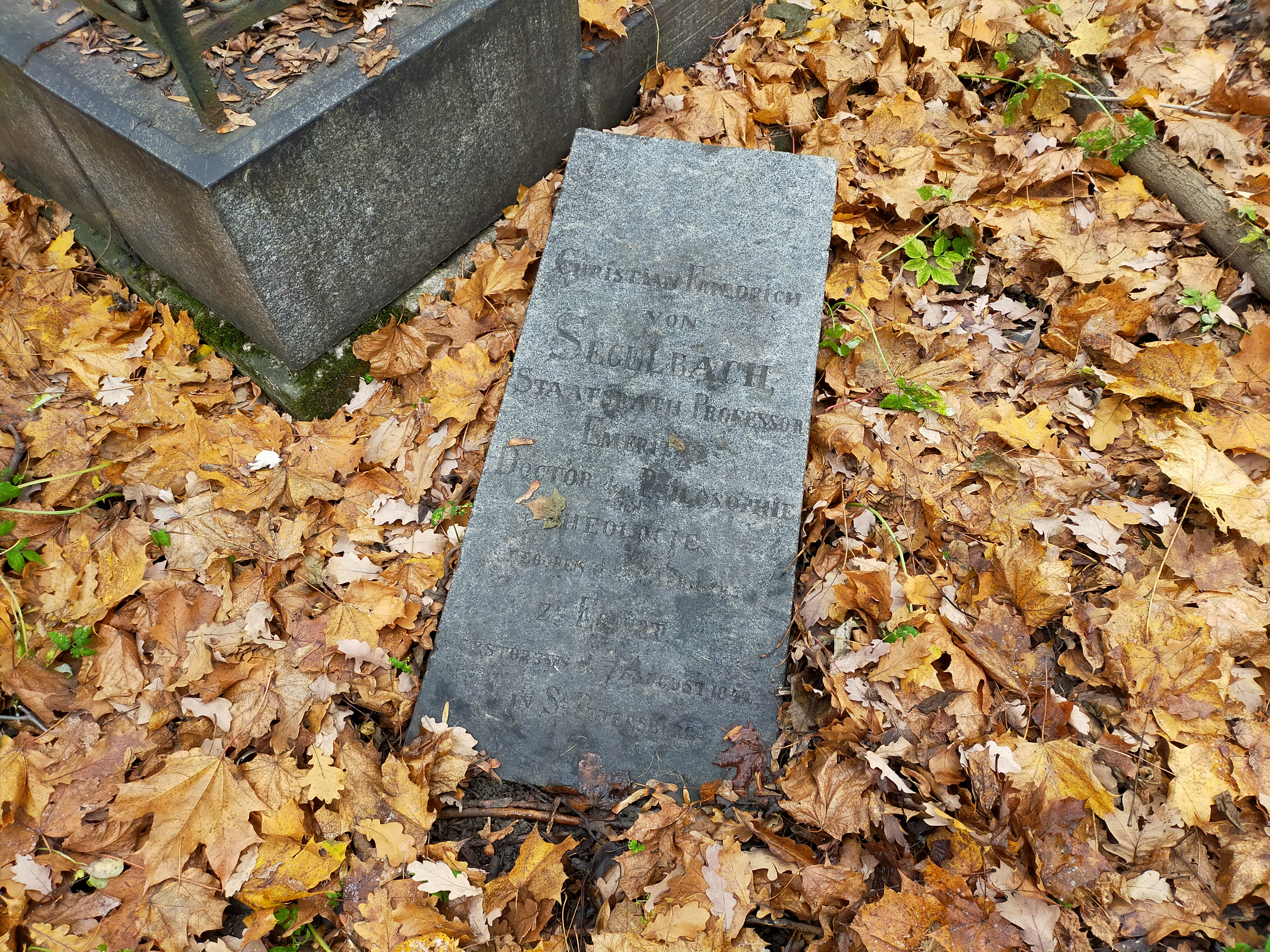
Christian Friedrich von Segelbach (1763–1842), Grabstein auf dem Wolkowo-Friedhof, Sankt Petersburg

Christian Friedrich Segelbach (* 28. April 1763 in Erfurt; † 7. August 1842 in Sankt Petersburg) war ein deutscher Philosoph, Theologe und Naturforscher. Er war zugleich kaiserlich-russischer Rat und Professor. 1837 wurde er in die Erfurter Akademie gemeinnütziger Wissenschaften aufgenommen.
Er studierte an der Universität Erfurt und Universität Jena Theologie und Philosophie und promovierte in beiden Fächern. 1794 wurde er Lehrer für Mathematik und Poetik am Erfurter Gymnasium. 1796 war er an der Petrischule in Sankt Petersburg Lehrer für Religionsphilosophie und Kirchengeschichte. Von 1810 bis 1823 bekleidete er eine Stelle als ordentlicher Professor für Kirchengeschichte und theologische Literatur an der Kaiserlichen Universität Dorpat, ehe er sich ganz in St. Petersburg niederließ.